# Celestina Manga
Celestina Manga Besecu, née le 12 septembre 2002, est une footballeuse équato-guinéenne occupant le poste d'attaquante au Malabo Kings FC, évoluant au poste de milieu de terrain pour l'équipe nationale féminine de la Guinée équatoriale. 

## Biographie
Née le 12 septembre 2002 en Guinée équatoriale. Depuis son enfance, Celestina Manga Besecu a toujours aimé jouer le football, ce qui l'a amenée à réaliser sa passion et devenir une footballeuse professionnelle, ce qui prouve d'être difficile pour une femme de pauvre origine en Guinée équatoriale. Mais Manga Besecu a réussi à battre ces obstacles dans son carrier, ce qu'elle a sécurisé une place dans Équipe de la Guinée équatoriale des moins de 20 ans de football.

## Carrière
Celestina Manga Besecu fait son départ professionnel en 2018 avec le nouveau club de football féminin équato-guinéen, fondé dans la même année (2018) et basé à Malabo et évoluant dans le championnat de Guinée équatoriale. L'équipe remporte le doublé coupe-championnat dès sa première saison,.
À l'âge de 19 ans, Manga représente son pays au niveau des Jeux africains de 2019 pour moins de 20 ans.
Sa place bien sécurisée dans l'équipe nationale, Manga Besecu , participe à trois matches (270 minutes de jeu) dans la Coupe d'Afrique des nations féminine de football 2018 où la Guinée équatoriale a subi trois défaites consécutives.